# Röjtökmuzsaj
Röjtökmuzsaj je vas na Madžarskem, ki upravno spada pod podregijo Sopron–Fertődi Županije Győr-Moson-Sopron.